# Mirosław Baranowski
Mirosław Baranowski (ur. 15 września 1928 w Rożyszczu, zm. 20 stycznia 2012 w Czeladzi) – polski działacz partyjny i państwowy, podsekretarz stanu w Ministerstwie Przemysłu Chemicznego (1977) i Ministerstwie Górnictwa (1977–1978).

## Życiorys
Syn Nikodema i Olimpii. Ukończył magisterskie studia inżynierskie, pracował m.in. jako dyrektor Zjednoczenia Przemysłu Tworzyw Sztucznych „ERG” w Gliwicach. W 1957 wstąpił do Polskiej Partii Robotniczej. Od 1960 do 1967 kolejno instruktor, starszy instruktor i zastępca kierownika Wydziału Ekonomicznego Komitetu Wojewódzkiego PZPR w Katowicach. Od 1970 do 1980 członek tegoż Komitetu Wojewódzkiego, ponadto od czerwca 1978 do grudnia 1980 sekretarz i członek egzekutywy w ramach KW. Zajmował stanowisko podsekretarza stanu w Ministerstwie Przemysłu Chemicznego (marzec – grudzień 1977) i Ministerstwie Górnictwa (grudzień 1977 – czerwiec 1978).
Został pochowany na Centralnym Cmentarzu Komunalnym w Katowicach. W 1974 otrzymał odznakę „Zasłużony dla Politechniki Śląskiej”.